# Dumitru Ifrim
Dumitru Ifrim (n. 17 noiembrie 1954) este un fost deputat român în legislatura 1992-1996, ales în județul Hunedoara pe listele PSDR. În septembrie 1996, Dumitru Ifrim a devenit deputat neafiliat. Dumitru Ifrim a mai fost ales și în legislatura 1996-2000 pe listele PSDR și a devenit deputat neafiliat din martie 1999.  